# 棚辺四郎
棚辺 四郎（たなべ しろう、1912年（大正元年）8月17日 - 1983年（昭和58年）6月21日）は、昭和期の農業協同組合指導者、政治家。参議院議員（1期）、福島県石川郡小平村長。

## 経歴
福島県で生まれる。石川郡小平村村立小平小学校高等科を卒業した。
福島県巡査となる。その後、小平村産業組合専務理事、小平村会議員、同助役などを務めた。1946年（昭和21年）小平村長に就任。1947年（昭和22年）福島県議会議員に選出され4期在任した。
その他、小平村農業協同組合長、福島県購買農業協同組合連合会理事、同教育指導農業協同組合連合会会長、同全国共済農業協同組合連合会副会長、同農業協同組合中央会会長、同信用農業協同組合連合会会長、同全国厚生農業協同組合連合会会長、家の光協会理事、全国共済農業協同組合連合会監事、全国購買農業協同組合連合会理事、全国販売農業協同組合連合会理事、全国新聞情報農業協同組合連合会理事などを務めた。
1971年（昭和46年）6月の第9回参議院議員通常選挙に福島県地方区から自由民主党公認で出馬して当選し、参議院議員を1期務めた。この間、第2次田中角栄第2次改造内閣・三木内閣の防衛政務次官、東北開発審議会委員などを務めた。その後、1977年（昭和52年）7月の第11回通常選挙に立候補したが落選した。
1982年（昭和57年）秋の叙勲で勲三等旭日中綬章受章（勲七等からの昇叙）。
1983年（昭和58年）6月21日死去、70歳。死没日をもって正五位に叙される。